# Ewolucyjne uwarunkowania schizofrenii
Ewolucyjne uwarunkowania schizofrenii – zespół czynników, które w trakcie antropogenezy mogły przyczynić się do powstania schizofrenii i sprzyjają ujawnianiu się tej choroby u ludzi obecnie.

## Wstęp
Schizofrenia to ciężka choroba psychiczna. Do jej objawów należą halucynacje (zwłaszcza głosy komentujące bądź dyskutujące), urojenia (zwłaszcza nasyłania, zabierania bądź ugłośnienia myśli, oddziaływania, wpływu, owładnięcia), zaburzenia myślenia, afekt tępy, autyzm. Osoby chore jawią się społeczeństwu jako inne, groźne (zazwyczaj bezpodstawnie), co prowadzi do dyskryminacji i wykluczenia. Ponadto choroba ma wpływ na stan somatyczny cierpiących nań osób. W rezultacie wśród chorych na schizofrenię panuje 1,5-2 razy większa śmiertelność.
Pomimo tego schizofrenia występuje w populacji z częstością około 1%. Co więcej, nie różni się zbytnio w różnych populacjach. Już Emil Kraepelin zauważył, że psychoza na Jawie przypomina badaną przez niego w Niemczech, późniejsze badania Inuitów, aborygenów z Australii, bantu i mieszkańców Nigerii doprowadziły do tych samych wniosków. Opisy jej przypadków mogą też zawierać teksty pochodzące ze starożytnej Mezopotamii.

## Przyczyny schizofrenii – bezpośrednie i ostateczne

Bezpośredniej przyczyny schizofrenii można upatrywać w zaburzeniu przekaźnictwa dopaminy w mózgu. Powyżej – główne szlaki dopaminergiczne

W pytaniu o przyczyny takiego zjawiska jak schizofrenia ważne jest jego sformułowanie, tzn. o co się pyta. Można bowiem szukać zarówno bezpośrednich przyczyn (proximate causes), a więc pytać o procesy biologiczne, które doprowadziły do takiego stanu u danej osoby, jak i poszukiwać ostatecznych przyczyn tego zaburzenia (ultimate causes). W przypadku pytań bezpośrednich chodzi zazwyczaj w psychiatrii o nieprawidłowości funkcjonowania mózgu. Opisuje je choćby hipoteza dopaminowa schizofrenii.
Oprócz przyczyn organicznych i biochemicznych poszukuje się również infekcyjnych przyczyn schizofrenii. W końcu zaś zwraca się uwagę na czynniki genetyczne.
Ostatecznych (ale też  bezpośrednich) przyczyn powstania schizofrenii próbują dostarczyć teorie ewolucji, stosowane obecnie do opisu właściwie każdego procesu biologicznego. Stosują one do opisu ludzkich zachowań i ich zaburzeń pojęcia związane z ewolucjonizmem, takie jak dobór czy selekcja naturalna. Takie podejście do tematyki ludzkiego behawioru zapoczątkował sam Karol Darwin w 1872, opisując ekspresję emocji, a kontynuowali Carl Jung, John Bowlby czy McLean. Różne teorie ewolucyjne stosuje się do opisu schizofrenii od lat sześćdziesiątych XX wieku, choć większość autorów nie zauważa tego faktu.

### Genetyka
Genetyka odgrywa dużą rolę w poszukiwaniu przyczyn schizofrenii. Okazuje się bowiem, że choroba ta ma tendencję do występowania rodzinnego. Dowodów na rolę czynników genetycznych w patogenezie schizofrenii dostarczają badania bliźniąt jednojajowych. Jeśli jedno z nich choruje na schizofrenię, to ryzyko zachorowania na tę chorobę u drugiego wynosi około połowy, od 41% do 65%. Natomiast inne rodzeństwo chorego zachoruje z prawdopodobieństwem 10%. Jeśli dwoje chorych spłodzi potomstwo, to zachoruje ono z prawdopodobieństwem około 45%, natomiast jeśli tylko jeden z rodziców cierpi na schizofrenię, wystąpi ona u jego dzieci z częstością 1/5. Dalsi krewni chorego stoją w obliczu ryzyka zachorowania wynoszącego 1/20. Rolę genów potwierdzają też badania dzieci adoptowanych. Ryzyko schizofrenii dotyczy bowiem rodziny biologicznej, a nie tej, z którą się żyje.
Niektóre badania wskazują też na zwiększone ryzyko rozwoju schizofrenii u krewnych chorych na zaburzenie afektywne dwubiegunowe.
Wydaje się więc, że schizofrenia dziedziczona jest w sposób wielogenowy. Każdy z zaangażowanych genów wywiera tylko niewielki efekt – ale sumują się one, a skutkiem jest istnienie kontinuum od pełnego zdrowia psychicznego przez cechy schizotypowe aż po schizofrenię.

## Centralny paradoks schizofrenii
Wobec powyżej przedstawionych danych udział czynników genetycznych w wywoływaniu schizofrenii nie ulega wątpliwości. Z drugiej strony choroba prowadzi do degradacji społecznej, ogranicza też zdolność reprodukcyjną, tym bardziej że objawy często pojawiają się (zwłaszcza u mężczyzn) w późnym okresie młodzieńczym i wczesnej dorosłości, a chorzy (znów dotyka to w większym stopniu mężczyzn) rzadziej wstępują w związek małżeński i płodzą dzieci.
Efekt ten jest tak istotny, że należałoby spodziewać się spadku częstości występowania w populacji genów odpowiedzialnych za rozwój choroby w wyniku selekcji naturalnej, a w końcu ich eliminacji. Tak się jednak nie dzieje – schizofrenia występuje we wszystkich społecznościach ze stałą częstością około 1% (aczkolwiek niektóre badania podważają ten pogląd). Tę, wydaje się, sprzeczność Huxley określił centralnym paradoksem schizofrenii.

## Próby wyjaśnienia
Centralny paradoks schizofrenii próbowano wyjaśniać rozmaicie. Koncepcje ewolucyjne schizofrenii podzielić można na adaptacyjne i nieadaptacyjne. Te pierwsze zakładają, że przynajmniej kiedyś, w przeszłości, istniały takie warunki życia, w których cechy związane z genami zwiększającymi ryzyko schizofrenii miały wartość adaptacyjną, dając ewolucyjną przewagę nad innymi osobnikami, które nie miały takich alleli. Nie znaczy to, że allele takie muszą dawać taką samą przewagę ewolucyjną obecnie. Wprost przeciwnie – ewolucja to proces dość powolny, zachodzący na przestrzeni milionów lat. W efekcie człowiek nie zdążył się jeszcze przystosować do środowiska, w którym żyje obecnie. Jego biologia zdeterminowana jest raczej doborem w zupełnie innych warunkach, gdy pomiędzy 100 000 a 10 000 lat temu żył w niewielkich grupach łowców i zbieraczy, zajmując siedliska podobne, jak przez setki tysięcy lat wcześniej. Używa się tutaj określenia środowisko adaptacji ewolucyjnej. Tymczasem wszystkie badania orzekające o mniejszych zdolnościach do rozrodu chorych dotyczą ostatniego półwiecza, nie mówią więc nic o ludziach żyjących w dawniejszych społecznościach. Stanowisko to ma swoich przeciwników, podających przykłady wytworzenia się nowej cechy i utrwalenia jej w populacji na przestrzeni kilku wieków. Tak szybko skłonność do nadciśnienia tętniczego rozwinęła się u niewolników przewożonych z Afryki do Ameryki, którym nie dostarczano odpowiednich ilości sodu. Sprawniejsze zatrzymywanie sodu w organizmie zwiększało u nich szanse na przeżycie, ale obecnie, w nowych warunkach, przyczynia się do zwiększenia podatności na nadciśnienie. Ogólnie rzecz biorąc, adaptacyjne koncepcje powstania schizofrenii przyjmują zwykle założenia centralnego paradoksu schizofrenii.
Koncepcje nieadaptacyjne stanowią zaś, że cechy schizofrenii nigdy nie były korzystne ewolucyjnie, stanowią zaś cenę czy produkt uboczny rozwinięcia się innych, korzystnych ewolucyjnie cech, jak język czy też zachowania społeczne. Koncepcje adaptacyjne i nieadaptacyjne częściowo zachodzą na siebie.

## Koncepcje adaptacyjne
Adaptacyjne koncepcje powstania schizofrenii traktują pewne związane z nią cechy jako coś korzystnego ewolucyjnie, jako cechy faworyzowane przez dobór naturalny. Koncepcje mogą zależeć od tego, co traktuje się jako przedmiot doboru – osobnika, rodzinę czy grupę. Z jednej strony to osobniki konkurują o przetrwanie. Z drugiej – gatunek ludzki żyje w grupach osobniczych, które rywalizują ze sobą, wspólnie polując czy zbierając pokarm. Cecha wydająca się niekorzystna dla osobnika, jak altruizm, może się okazać przydatna dla jego rodziny lub grupy, w której on żyje.

### Pierwsze hipotezy
Już Huxley, zaliczany do "architektów współczesnej syntezy ewolucyjnej", próbował rozwiązać sformułowany przez siebie problem, postulując istnienie korzyści równoważących zagrożenie płynące z takich alleli. W jego opinii choroba ta reprezentowała polimorfizm wielu genów o skutkach zarówno pozytywnych, jak i negatywnych, których równoważenie się oznaczałoby brak nacisku selekcyjnego zarówno pozytywnego, jak i negatywnego. Jako rozwiązanie zaproponował mniejszą wrażliwość na stres i zadawane rany. Jednak w 1967 roku Kuttner i współpracownicy zdyskredytowali ten pogląd, jako postulujący równowagę pomiędzy nieprzystającymi do siebie cechami. Zamiast tego autorzy postulowali szukanie potencjalnych korzyści w obszarze psychologii i behawioru.

### Dobór osobniczy
Jedną z hipotez wyjaśniających paradoks z punktu widzenia doboru osobniczego przedstawił Kellet w roku 1973. Uważał, że takie wiązane ze schizofrenią cechy, jak inwencyjność czy tolerancja niewielkiego progu pobudzenia podczas aktywności, przydatne są osobnikom terytorialnym. Z jednej jednak strony podobne korzyści nie wynikałyby z większego natężenia cech schizofrenii, powodującego powstanie psychozy, z drugiej struktura społeczna Homo sapiens jest raczej hierarchiczna, niż terytorialna.
Istnieją też hipotezy, w myśl których schizofrenia wiązać się ma z większą odpornością na infekcje czy też łagodniejszym przechodzeniem innych chorób. Może to dotyczyć samych chorych bądź też ich krewnych.

### Dobór krewniaczy
Zwolennicy zastosowania koncepcji doboru krewniaczego często porównują schizofrenię do niedokrwistości sierpowatokrwinkowej. Osobniki niebędące nosicielami allelu odpowiedzialnego za sierpowaty kształt erytrocytów chorują na anemię, u nosicieli będących homozygotami pod względem tego allelu niedokrwistość ta jest pełnoobjawowa i powoduje dużą śmiertelność, ale heterozygoty nie chorują na malarię, wobec czego są one faworyzowane przez dobór naturalny i częściej przekazują swoje geny następnemu pokoleniu na terenach, gdzie malaria występuje.
Przy takim założeniu musiałaby istnieć jakaś korzyść z umiarkowanego natężenia cech schizofrenii. Zwolennicy tej hipotezy uważają, że osobniki takie skuteczniej odcinały się od niebezpiecznego środowiska, wywołującego lęk, uciekając przed nim do własnego świata. W przypadku psychozy proces ten sięgałby już zbyt daleko.

### Hipoteza podziału grupy i szamanizm
Kolejną próbę wyjaśnienia zjawiska schizofrenii podjęli Stevens i Price w swym dziele Evolutionary Psychiatry. Wpadli oni na pomysł, że allele związane z rozwojem psychozy schizofrenicznej mogą odpowiadać za pojawianie się u ich nosiciela cech przywódczych. Niekoniecznie musiałby on chorować na schizofrenię, raczej sytuowałby się gdzieś w obrębie kontinuum między chorobą a zdrowiem psychicznym, przejawiając cechy schizoidalne, schizotypowe, paranoidalne lub graniczne. Osoba zachowująca się odmiennie od reszty, charyzmatyczna, o pewnych tylko cechach schizofrenii, miałaby więc większe szanse na zostanie liderem grupy czy też przywódcą religijnym. Możliwe jest też, że wokół takiej charyzmatycznej postaci gromadziłyby się inne osoby. Przywódca taki byłby więc osobą bardzo ważną w społeczności zbieraczy i łowców, a jednocześnie miałby on liczne potomstwo, utrzymując w populacji związane z F20 allele. Tylko u niektórych osobników generowałyby one takie natężenie cech, które stanowiłoby już chorobę psychiczną, a częściej wymienione wyżej cechy osobowości. Historia potwierdza występowanie takich cech osobowościowych u licznych, obdarzonych charyzmą przywódców. Pogląd ten Rybakowski określa mianem hipotezy podziału grupy (the group-spliting hypothesis of schizophrenia).
Polimeni i Reiss rozumują podobnie, jednakże wyjaśniają obecność schizofrenii w populacji innym rodzajem doboru naturalnego. Twierdzą bowiem, że w tym przypadku dobór działa głównie na poziomie grupy, a nie pojedynczego jej osobnika.
Polimeni i Reiss zwracają uwagę, że cechy schizofrenii pozwalają właśnie na lepszy podział ról w grupie, mianowicie na pojawienie się w niej postaci szamana. Uważają oni, że postać szamana jest nieodzowna dla funkcjonowania takiej grupy społecznej. Pojawiające się u chorego objawy wytwórcze (urojenia, omamy) upewniałyby pozostałych członków grupy o kontakcie szamana ze światem nadprzyrodzonym. Objawy negatywne natomiast wskazywałyby na jego wycofanie ze świata ludzi. Jej rola miałaby polegać na podtrzymywaniu więzi pomiędzy członkami, a także na tworzeniu i podtrzymywaniu obrzędów religijnych, co utrzymywałoby jedność skupionej wokół nich grupy. Z kolei głoszone przez takie osoby treści urojeniowe (według Szafrańskiego paranoiczne) ułatwiałyby powstawanie nowych grup, skupionych wokół jednostki je głoszącej. Grupka taka oddzielałaby się od większej społeczności, tworząc nową.
Jeszcze dalej posuwa się Julius Jaynes. Uważa on, że halucynacje słuchowe o charakterze imperatywów mogłyby stanowić normę na pewnym etapie tworzenia się języka. Członkowie grupy odbieraliby je jako polecenia przywódcy grupy, omamy spajałyby grupę. O ile na etapie kilkudziesięcioosobowych grup stanowiłoby to normę, obecnie objawy psychotyczne stanowiłyby efekt ujawnienia się bądź zwiększenia intensywności procesów myślowych bardziej pierwotnych, występujących wcześniej w trakcie antropogenezy bądź ontogenezy (myślenie magiczne, prelogiczne).

## Wyjaśnienia nieadaptacyjne
Koncepcje nieadaptacyjne traktują schizofrenię jako efekt uboczny powstania innych cech, faworyzowanych przez dobór. Polimeni i Reiss tłumaczą to przez analogię do przepukliny jądra miażdżystego. Sama przepuklina nie ma żadnych pozytywnych dla osobnika skutków, jest dla niego niekorzystna. Natomiast jest ona skutkiem rozwoju lokomocji dwunożnej, cechy pozytywnej, przydatnej organizmowi. Tak samo rozwój mózgu ludzkiego, sam w sobie przydatny, niósłby za sobą negatywne konsekwencje, wśród których znajdowałoby się ryzyko rozwoju schizofrenii.
Do nurtu tego należy Farley, uznający psychozę schizofreniczną za ekstremalny wariant normalnych ludzkich zachowań. Biorąc pod uwagę ich znaczną różnorodność, muszą się one opierać na działaniu nie pojedynczych, ale wielu genów (dziedziczenie poligenowe). Zaangażowane weń allele normalnie służą adaptacji.
Objawy mają w tym ujęciu wynikać z nieprawidłowych połączeń neuronalnych w pewnych obszarach mózgu, zarówno nadmiarowych, jak też niewystarczających. Wytłumaczenie takie nie rozwiązuje jednak problemu utrzymywania się choroby w populacji pomimo jej negatywnych skutków na rozrodczość. Zwolennicy próbują to tłumaczyć rodzeniem dzieci przez kobiety przed wystąpieniem objawów. W takim wypadku allele związane z cechami schizofrenii zostałyby przekazane następnemu pokoleniu, jeszcze zanim zaczęłyby negatywnie wpływać na organizm. Jednak przeciwnicy wytykają niedostatki takiemu wyjaśnieniu, choćby dlatego, że nie bierze ono pod uwagę wpływu choroby na mężczyzn.

### Hipoteza licznych cech deficytowych
Inny opis stosuje hipoteza licznych cech deficytowych. Sformułowali ją McGuire i Troisi w Darwinian Psychiatry. Zwracają oni uwagę, że do rozwoju choroby musi przyczynić się łączny wpływ wielu genów. Każdy z nich zwiększa szansę na powstanie deficytów, czy to poznawczych, zwłaszcza tyczących się relacji z innymi osobnikami w grupie, czy też ruchowych. W efekcie nosiciel zmienionych alleli gorzej radziłby sobie z rozpoznawaniem stanów psychicznych swych towarzyszy, mógł mieć również problemy z pamięcią operacyjną. Nie radziłby sobie z selekcją informacji docierających doń ze świata zewnętrznego, więcej czasu zajmowałaby mu ich obróbka, co w efekcie skutkowałoby przeciążeniem informacyjnym i błędną interpretacją świata zewnętrznego. Dotknięty osobnik postrzegałby go przesadnie jako zagrażający, wrogi, nieprzewidywalny. W efekcie wycofywałby się z niego, tworząc w zamian własny świat dzięki objawom pozytywnym.

### Niestabilność rozwojowa
Rolę licznych drobnych mutacji w powstawaniu choroby dostrzega też teoria niestabilności rozwojowej w schizofrenii, związana z neurorozwojowym poglądem na schizofrenię. Sformułowali ją Yeo et al.
Chodzi w niej o to, że rozwijający się organizm narażony jest bezustannie na niekorzystne czynniki środowiskowe, które wpływają na jego rozwój. Nie zależy on więc tylko od genów, ale i od zakłócającego wykonywanie genetycznego programu środowiska. Tak więc najlepszy z ewolucyjnego punktu widzenia będzie genotyp o największych możliwościach buforowania (nadmiarowe loci, heterozygotyczność w wielu loci). Osoby o mniejszych do tego zdolnościach będą bardziej narażone na wpływy epigenetyczne i na powstające mutacje. Nagromadzenie 20-50 nieszkodliwych pojedynczo mutacji będzie kumulować swe niewielkie efekty, u osoby gorzej buforującej, a więc bardziej niestabilnej rozwojowo odegra już istotny wpływ na rozwój układu nerwowego.
Na potwierdzenie tego poglądu przytacza się zaburzenia symetrii u cierpiących na schizofrenię, jak subtelne różnice wielkości uszu, czy drobne anomalie budowy ciała, np. hiperteloryzm. W anatomii OUN ma im odpowiadać mniejsze mózgowie i zaburzenia lateralizacji (odgrywające znacznie ważniejszą rolę w poglądach Crowa).
Zwolennicy tej hipotezy dzielą również chorych na F20 na dwie grupy. Pierwszej większą rolę przypisuje się niestabilności rozwojowej, jeszcze przed ujawnieniem się psychozy obserwuje się inne zaburzenia psychiczne, jak dysleksja, ADHD (wymieniany bywa też autyzm dziecięcy). W drugiej większą rolę odgrywa genetyka, a anomalie rozwojowe są bardziej specyficzne (dotyczą zwłaszcza kory przedczołowej i płata skroniowego).
Jonathan Burns połączył neurorozwojową koncepcję schizofrenii z rozwojem mózgu społecznego. Zwrócił on uwagę na dużą rolę zaburzeń funkcji społecznych w schizofrenii.

### Kreatywność

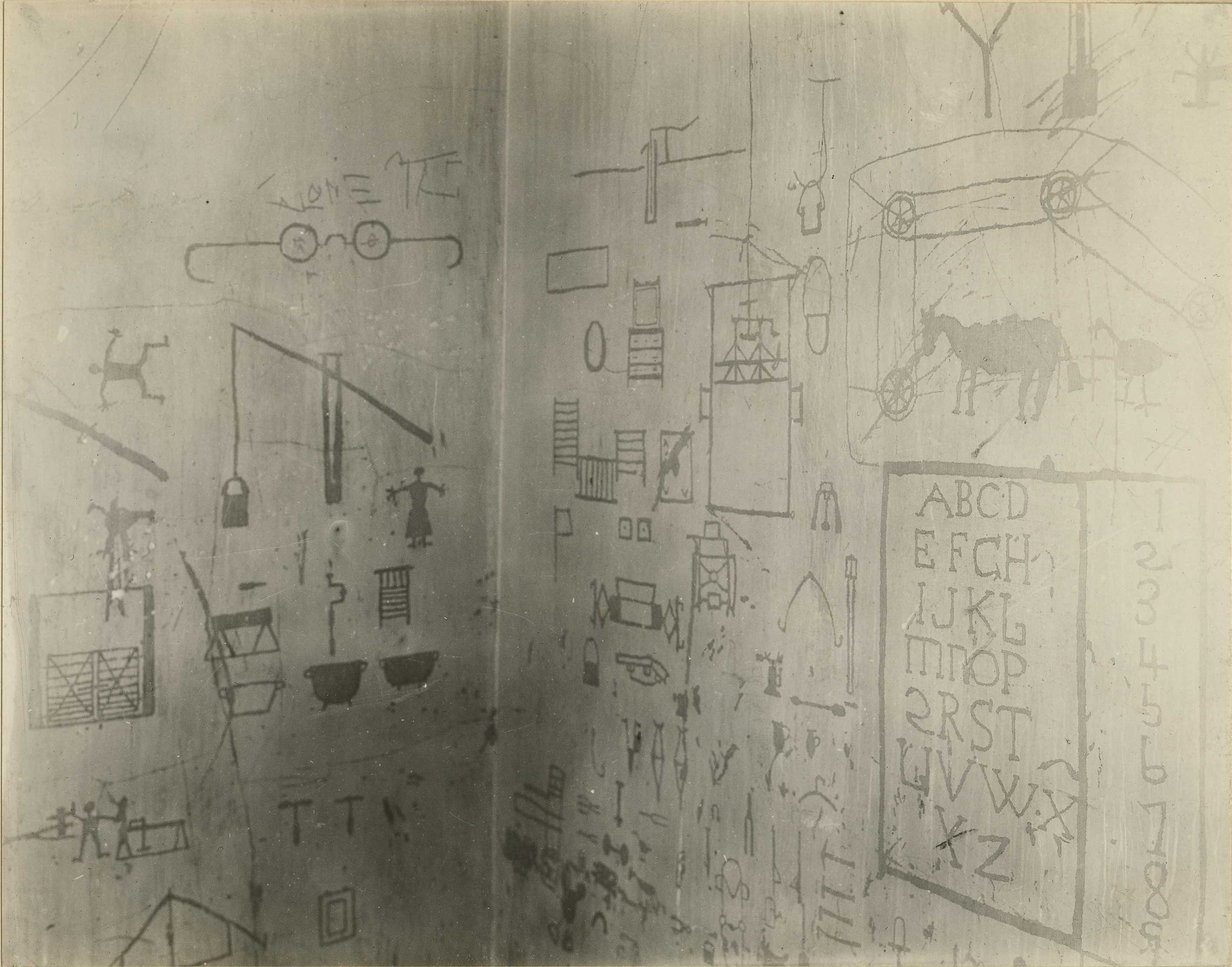
Ściana w sali pokryta rysunkami pacjenta chorego na dementia praecox; szpital św. Elżbiety, początek XX w.

Jak wspomniano wyżej, sumujące się efekty wielu genów związanych ze schizofrenią sytuują fenotyp w obrębie pewnego kontinuum cech, w którym pomiędzy normą populacyjną a schizofrenią występują jeszcze schizotypowe cechy osobowości. Wysunięto hipotezę, że mogą się one wiązać ze zwiększeniem kreatywności czy odrębnym myśleniem (plejotropizm – wpływanie genu na wiele cech fenotypowych). Z kreatywnością wiązano również samą schizofrenię. W tym ujęciu schizofrenia byłaby więc negatywnym i nieadaptacyjnym efektem ubocznym pozytywnego doboru. Crespi i współpracownicy zbadali, czy allele związane z rozwojem F20 rzeczywiście są faworyzowane przez dobór naturalny. Wybrali do swych badań 76 genów. W przypadku 14 z nich udało im się potwierdzić faworyzowanie przez dobór naturalny pewnych alleli kosztem innych. Spośród genów związanych z rozwojem schizofrenii allele o niejednakowej wartości pod względem selekcyjnym stwierdzono także w przypadku ADCYAP1, AHI1, APOE, CCR5, DRD4, DTNBP1, FOXP2, GABRB2, GRM3, HOPA, LRRTM1, MAOA, MCPH1, OLIG2, PDLIM5 i SLC6A4, co potwierdziły inne badania. Jednak w pracy Crespiego najsilniej związany ze schizofrenią jest DTNBP1. Ze schizofrenią związany jest także gen NRG1 kodujący neuregulinę 1, również podlegający doborowi w niedawnej ewolucji człowieka. Znaleziono także faworyzowane przez dobór geny występujące i u człowieka, i u szympansa. Tutaj zalicza się również silnie związany ze schizofrenią gen DISC1 (disrupted in schizophrenia). Jako że podlega on doborowi również u zbadanego przedstawiciela makakowatych, sytuacja taka musiała zachodzić również u przodków tych linii. W obrębie tego genu znaleziono 16 miejsc związanych z selekcją naturalną, 6 z nich wykazuje wspólną segregację z fenotypem schizofrenii (haplotyp HEP3). Natomiast jedyne związane ze schizofrenią miejsce w regionie kodującym tego genu wykazuje cechy niezwykle szybkiej ewolucji. Przebiegać musiała ona jeszcze przed wyodrębnieniem się człowieka rozumnego, podlegają w obrębie grzbietowo-bocznej kory przedczołowej i kory oczodołowo-czołowej dysregulacji u cierpiących na schizofrenię względem ludzi zdrowych. Crespi et al widzą w tych odkryciach związek pomiędzy rozwojem mózgowia ludzkiego, a powstawaniem schizofrenii.
Z hipotezą tą pozostaje w zgodzie fakt nieprawidłowości w funkcjonowaniu tych struktur OUN, które podlegały zmianom w toku ewolucji linii naczelnych prowadzącej do powstania człowieka, jak też wynik badań Waylanda i współpracowników, którzy odkryli, że geny, których selekcja naturalna utrwaliła odmienną ekspresję u człowieka i szympansa, podlegały u cierpiących na schizofrenię odmiennej regulacji w obrębie kory oczodołowo-czołowej i grzbietowo-bocznej kora przedczołowej.
Inne badania dotyczą 3-kinazy fosfatydyloinozytolu, a także genów kodujących receptory dopaminowe (DRD2, DRD3 i DRD4).
W każdym razie dobór związany z taką, a nie inną formą genu związanego ze schizofrenią może obejmować mechanizmy neurorozwojowe, neurofizjologiczne i psychologiczne. Z kreatywnością i wyobraźnią wiążą się choćby niektóre allele genów SLC6A4, TPH1 i DRD2. W przypadku SLC6A4 i TPH1 opisano już polimorfizmy wiążące się nie tylko ze zwiększoną kreatywnością, ale i ze zwiększonym ryzykiem rozwoju schizofrenii. Z kolei otwartość na doświadczenia, ale i cechy schizotypowe zwiększają COMT, HTR2A, MAOA i wymieniany już SLC6A4. Kreatywność z kolei i poznanie schizotypowe wiązałyby się z faworyzowaniem w doborze płciowym, ze zdolnościami twórczymi i artystycznymi, jak też z większą ogólną umiejętnością rozwiązywania problemów. Zwiększałoby to przekazywanie odpowiedzialnych za rozwój psychozy genów następnemu pokoleniu i utrzymywanie się choroby w populacji.
Jednakże nie potwierdzono nie tylko związku szczególnych uzdolnień, w tym uzdolnień twórczych, z diagnozą schizofrenii, ale także występowania takich uzdolnień u krewnych osób chorych.

### Zmiany w błonach
Istnieje również hipoteza błonowa schizofrenii, sformułowana przez Davida Horrobina w późnych latach siedemdziesiątych XX wieku, dopiero w kolejnym wieku przeformułowana z uwzględnieniem ewolucjonizmu. Zwolennicy tego poglądu zwracają uwagę na zmiany w budowie oraz metabolizmie fosfolipidów i innych tłuszczów, które zaszły w ciągu ostatnich kilkudziesięciu tysięcy lat u ludzi. U podłoża tych zmian leżeć miały mutacje genów odpowiedzialnych za metabolizm tłuszczów, np. gen fospolipazy A2. Zmiany te miałyby odgrywać istotny wpływ na tworzenie się połączeń pomiędzy komórkami nerwowymi. Te właśnie zmiany uznaje Horrobin za kluczowe dla pojawienia się człowieka rozumnego jako gatunku, a także samego człowieczeństwa. Zauważa dalej, że te najważniejsze dla wyodrębnienia się człowieka rozumnego cechy występują w większym natężeniu u rodzin osób cierpiących na schizofrenię. Używa się tutaj określenia "schizofreniczny genotyp".

### Triune brain
W wyjaśnieniu przyczyn schizofrenii może pomóc koncepcja triune brain Millara i Macleana. Dzieli ona ludzki mózg na 3 części Najstarsza z nich, do której zalicza się pień mózgu, powstała jeszcze u gadów. Kolejna część występuje już u mniej zaawansowanych ewolucyjnie pod względem rozwoju OUN ssaków. Obejmuje ona układ limbiczny. Ostatnia część to kora mózgu. Rozwój bardziej nowoczesnej części modyfikuje działanie starszej. W tym ujęciu schizofrenia ma wynikać z niewłaściwej komunikacji pomiędzy korą a układem limbicznym. Największym minusem tej koncepcji jest jej niespecyficzność. Właściwie o każdej chorobie z nieprawidłowymi funkcjami korowymi można by powiedzieć, że wynika z zaburzeń połączeń między korą a układem limbicznym.

### Język i asymetria przodomózgowia
Już Kuttner et al, wypowiadając się przeciwko pomysłowi Huxleya, zaproponowali szukanie potencjalnie istniejących korzyści z istnienia alleli związanych ze schizofrenią w 3 obszarach: języka, inteligencji oraz relacji społecznych. Crow dodał do nich samoświadomość. Tak więc rozwój schizofrenii rzeczywiście miałby związek z tym, co stanowi o człowieczeństwie.
Crow za najbardziej charakterystyczną dla Homo sapiens cechę uważa posługiwanie się językiem i właśnie język uważa za korzyść równoważącą negatywne skutki genów związanych ze schizofrenią. Zauważa on bowiem, że relacje społeczne wymagają skutecznej komunikacji, a więc używania pewnego języka. Wiąże on z nim również inteligencję. Samoświadomość natomiast uważa za epifenomen. W efekcie pozostaje język. Jego powstanie stanowi siódmą z wielkich przemian ewolucyjnych w ujęciu Maynard–Smitha i Szathmary'ego i ma wedle Crowa ścisły związek z rozwojem schizofrenii.
Należy oczywiście zauważyć, że pogląd ten nie mówi o koniecznym rozwoju psychozy u osobnika posługującego się językiem. Postuluje on jedynie możliwość rozwoju schizofrenii tylko u takich osobników oraz wzrost jej ryzyka jako skutku różnorodności związanej z rozwojem języka.
Psychiatra stwierdza arbitralność języka (niezależność pomiędzy słowem a oznaczanym przezeń desygnatem) oraz nieskończone wręcz możliwości budowania wypowiedzi. Ważną jego cechą jest też gramatyka, być może uniwersalna. Do jego powstania nie potrzeba jednak długiego procesu stopniowych zmian (gradualizm) – uważa się, że za jego powstanie może odpowiadać pojedyncza mutacja, podobnie jak jeden gen może odpowiadać za prawo- lub leworęczność. Za tę mutację odpowiadać ma nie znaleziony jeszcze retrowirus bądź jakiś inny niestały element genomu, wchodzący w skład takiego genu. Z uwagi na różnice pomiędzy mężczyznami a kobietami Crow widziałby obszar poszukiwań takiego genu w obrębie chromosomów płci, w części homologicznej, ale nie ulegającej rekombinacji (dlatego też jego zmienność musi wynikać z niestabilności genetycznej lub też z epigenetyki). Jako kandydata Crow wymienia tutaj Xq21.3 i Yp11.2. Region ten wyróżnia człowieka wśród współczesnych naczelnych. Crow uważa, że Yp11.2 przeniósł się z Xq21.3 już po rozdzieleniu linii człowieka i szympansa, ulegając następnie inwersji paracentrycznej. Język powstałby więc z ewolucyjnego punktu widzenia szybko. Pogląd taki opiera się o kontrowersyjną theory of punctuated equilibria, co więcej, Crow sam przyznaje, że w rozpatrywanym regionie nie znaleziono jeszcze żadnych genów.
Dalej Crow postuluje, że zmianom tym musiała odpowiadać jakaś modyfikacja budowy mózgowia. Wspomina on odkrycia Daxa i Broki, którzy stwierdzili obecność pewnych ośrodków w OUN wyłącznie po jednej stronie – prawej bądź lewej. Crow uważa, że to właśnie lateralizacja odpowiada za rozwój języka – i schizofrenii. U szympansa w przeciwieństwie do człowieka rozumnego nie stwierdza się bowiem ani odrębności anatomicznych po obu stronach w planum temporale, ani też nie można mówić o ręce dominującej, a podział ludzi na prawo- i leworęcznych stanowi odbicie asymetrii kresomózgowia. Dokładniej zaś może chodzić o pewne nowe ewolucyjnie struktury obecne tylko w półkuli lewej. Lateralizacja wydaje się ewolucyjnie korzystna. Traktowana bywa jako cecha neoteniczna, zwiększająca plastyczność mózgu. Ta ostatnia wiązałaby się z większą inteligencją i pozwalała w końcu na rozwój języka. Dzięki lateralizacji możliwy jest podział ról pomiędzy półkulami. Okazuje się bowiem, że istnieją pewne ograniczenia przepływu informacji pomiędzy półkulami mózgu. Tak więc zaawansowane zadania wymagające szybkiego czasu wykonania powinny być realizowane przez jedną półkulę. W efekcie dzięki neuronalnej reprezentacji słów, leżącej w ośrodku Broki w obrębie półkuli dominującej, pojawia się zdolność do tworzenia prawidłowej sekwencji fonologicznej oraz adekwatnej interpretacji zachowań językowych. Dzięki temu myśli mogą być przenoszone na mowę i odwrotnie. Mowa zyskuje znaczenie. Można jeszcze odnieść się tutaj do koncepcji Cooka, zgodnie z którą w tworzeniu mowy uczestniczą obie półkule, każda jednak zapewnia inny jej aspekt. Półkula niedominująca ma odpowiadać za aspekt paradygmatyczny, związany ze wspomnianą wcześniej arbitralnością słów. Symbol i desygnat odpowiadają sobie jak struktury odpowiednio dominującej i niedominującej półkuli. Język i inteligencja są to cechy ogromnie korzystne ewolucyjnie, pod warunkiem jednakże prawidłowego działania. Jednak powstała w ten sposób zmienność obejmowała by też przypadki, w których rozwijałaby się psychoza. Nieprawidłowe działanie mechanizmów odpowiedzialnych za używanie języka prowadziłoby do niewłaściwego wyrażania myśli przez język. Przejawiałoby się to jako pierwszorzędowe objawy schizofrenii.
Wykazano związek pomiędzy zdolnościami manualnymi a umiejętnościami akademickimi. Brak wyraźnej ręczności wiąże się z gorszym posługiwaniem się mową, ale też pismem i matematyką. Znaleziono też zależność od płci (dlatego właśnie Crow radzi szukać odpowiedzialnego  genu na chromosomach płci). Tymczasem u cierpiących na schizofrenię rzeczywiście potwierdzono zaburzenia lateralizacji mózgu, może mieć też ona związek z dysleksją. Chorzy na schizofrenię wykazują też mniejszą masę lewego płata skroniowego (zakręt skroniowy górny, kora parahipokampalna, fusiform cortex). Potwierdzano też zaburzenia asymetrii planum temporale w badaniach pośmiertnych (ale nie udało się tego powtórzyć w MRI) oraz brak różnic wyników pomiarów pewnych długości u chorych. Natomiast położenie genu lateralizacji na chromosomach płci ma potwierdzać występowanie pewnych zaburzeń w przypadku aneuploidii tych chromosomów. Przytacza on zaburzenie myślenia przestrzennego w zespole Turnera i zaburzenia werbalne w zespole Klinefeltera bądź supersamicy. W innych badaniach potwierdzono mniej rozwiniętą praworęczność u cierpiących na schizofrenię, jak też u dzieci, zanim rozwinęła się u nich psychoza. Dzieci te ponadto gorzej radziły sobie z czytaniem. Jeszcze inne badania zarejestrowały zmiany w potencjałach wywołanych u chorych.
Przytoczywszy argumenty za swą hipotezą, Crow stara się wyjaśnić powstawanie niektórych objawów schizofrenii, koncentrując się na jej objawach pierwszorzędowych wedle Schneidera. Chodzi tu głównie o urojenia oddziaływania, ugłośnienia myśli, przesyłania myśli, halucynacje słuchowe w postaci głosów. Zwraca uwagę, że dla zdrowego człowieka czyjaś myśl z definicji jest myślą myślącego, a absurdem jest dla tej osoby, by mogła należeć do kogoś innego. Jest tak, bo dla zdrowego nie ma żadnej różnicy pomiędzy myślą a językiem. Natomiast u chorego na schizofrenię pojawia się z jednej strony luka pomiędzy myślą a językiem, z drugiej nie odróżnia on własnych myśli i mowy innych. Oprócz tego uszkodzeniu ulega struktura wypowiedzi – ciągu następujących po sobie symboli, mających razem jakieś znaczenie. Uszkodzeniu ulega także system odniesienia, związany z pojęciami "ja", "teraz", "tutaj". Aktywność układu nerwowego tworzy więc myśli, ale nie zapewnia poczucia, że są one własne. Z kolei pomieszanie sekwencji fonologicznych i ich interpretacji na obszarze potyliczno-ciemieniowo-skroniowym półkuli niedominującej może prowadzić do halucynacji słuchowych.
Polimeni i Reiss określają pomysł Crowa jako interesujący, uważają go jednak za oparty na domysłach. O ile w przebiegu schizofrenii obserwuje się zaburzenia w obszarze używania języka, to towarzyszą im upośledzenie relacji społecznych i funkcji wykonawczych. Co więcej, objawy wytwórcze mogą być obecnie przy prawidłowej mowie. Wypominają mu też stosowanie jednej z kontrowersyjnych teorii ewolucji – punktualizmu. Zauważają stosowanie symboli u naczelnych innych niż człowiek, postulując wobec tego, że rozwój języka trwał długo i stopniowo (gradualistycznie), miliony lat. Jako ostatnie już krytykują uznawanie przez Crowa zaburzeń psychotycznych i zaburzeń nastroju za różne granice tego samego kontinuum.

#### Początek
Pogląd Crowa przewiduje też, kiedy powstała mutacja odpowiedzialna za występowanie schizofrenii.
Jako że występuje w podobny sposób i z podobną częstością w populacjach, które rozdzieliły się 50.000 lat temu (oddzielenie się przodków dzisiejszych rdzennych mieszkańców Australii, wedle innych źródeł 60 000 lat temu), a także niezależnie od używanej w danej grupie struktury językowej, odpowiedzialne za nią modyfikacje genomu musiały się pojawić wcześniej. Jednakże związek schizofrenii z powstawaniem człowieka rozumnego w ogóle sytuuje powstanie zmian genetycznych jeszcze wcześniej. Zmiany te musiały nastąpić, zanim człowiek rozumny opuścił Afrykę, rozpoczynając rozprzestrzenianie się na kolejne kontynenty, być może 150-100 000 lat temu w Afryce Wschodniej. Zmiany te skutkowały wzrostem liczebności populacji, ale także większymi możliwościami dostosowania się do nowych siedlisk i przekształcania ich oraz opuszczenia swej dotychczasowej niszy ekologicznej. Jeśli mutacje, które doprowadziły do powstania schizofrenii, były kluczowe również dla powstania gatunku ludzkiego, jak chce Crow, to musiały być obecne już przy jego powstawaniu. Crow obstaje więc przy powstaniu schizofrenii pomiędzy 150 a 100 000 lat temu.